# Lannick Gautry
 (juillet 2025).
Si vous disposez d'ouvrages ou d'articles de référence ou si vous connaissez des sites web de qualité traitant du thème abordé ici, merci de compléter l'article en donnant les références utiles à sa vérifiabilité et en les liant à la section « Notes et références ».
Lannick Gautry est un acteur français, né à Saint-Germain-en-Laye (Yvelines) le 3 mars 1976.

## Biographie

### Jeunesse
Lannick Gautry naît en région parisienne et grandit sur l'île d'Oléron.
Passionné de photographie (il est lauréat d'un baccalauréat professionnel) et de cuisine (il suit un apprentissage pendant un an et demi), il choisit de s'inscrire au cours Florent après avoir découvert le théâtre à l'école.

### Carrière
Il rencontre Isabelle Nanty qui le présente à James Huth, lequel lui propose le rôle du surfeur Arnaud de Lacanau dans Brice de Nice en 2005.
Puis en 2006, il incarne un animateur de colonie dans Nos jours heureux d'Olivier Nakache et Éric Toledano aux côtés de Jean-Paul Rouve et Omar Sy.
Il retrouve les deux réalisateurs en 2009 dans Tellement proches.
Au théâtre, il travaille notamment avec Josiane Balasko et Alain Sachs. Au cinéma, il est à l'affiche de plusieurs comédies comme Plan de table (2012) de Christelle Raynal avec Louise Monot, Les Francis (2014)  de Fabrice Begotti et Baby Phone (2017) d'Olivier Casas et du polar Bronx d'Olivier Marchal (2020).
À la télévision, il participe à plusieurs séries comme Boulevard du Palais (2008), Alice Nevers : Le juge est une femme (2009) et Maison close (2010), ainsi qu'à des téléfilms, aux côtés d'Émilie Dequenne et Samuel Le Bihan dans Obsessions (2009) puis de Cristiana Reali et François Berléand dans Insoupçonnable (2011).
En 2015, il décroche le premier rôle de la série Le Mystère du lac aux côtés de Barbara Schulz, puis de Julie de Bona dans les séries dérivées Le Tueur du lac (2017) et Peur sur le lac (2020). Gautry incarne de nouveau des rôles d'inspecteur dans les séries La Vengeance aux yeux clairs (2016) avec Laëtitia Milot et dans Noces rouges (2018).

### Marketing
En 2017, il devient l'ambassadeur et l'image de la marque française de vêtements pour hommes Brice.

## Filmographie

### Cinéma
- 2005 : Brice de Nice de James Huth : Arnaud de Lacanau
- 2005 : Les Poupées russes de Cédric Klapisch : le snowboarder
- 2006 : Nos jours heureux de Olivier Nakache et Éric Toledano : Daniel, le directeur adjoint
- 2009 : Celle que j'aime d'Élie Chouraqui : Steph
- 2009 : Banlieue 13 : Ultimatum de Patrick Alessandrin : le pote branché
- 2009 : Jusqu'à toi de Jennifer Devoldère : Jeff
- 2009 : Tellement proches de Olivier Nakache et Éric Toledano : le professeur de judo
- 2011 : Halal police d'État de Rachid Dhibou : Claude Boutboul
- 2011 : Un heureux événement de Rémi Bezançon : Camille Rose
- 2011 : Kënu d'Álvarez Pastor
- 2012 : Plan de table de Christelle Raynal : Éric
- 2012 : Comme des frères d'Hugo Gélin : Vassily
- 2013 : La Cage dorée de Ruben Alves : Charles Cailaux
- 2014 : Les Francis de Fabrice Begotti : Jeff
- 2015 : Toute première fois de Maxime Govare et Noémie Saglio : Antoine
- 2015 : Premiers Crus de Jérôme Le Maire : Marco
- 2017 : Baby Phone d'Olivier Casas : Nathan
- 2020 : Boutchou d'Adrien Piquet-Gauthier : Paul
- 2020 : Bronx d'Olivier Marchal : Richard Vronski
- 2021 : Flashback de Caroline Vigneaux : Condorcet

### Télévision
- 2006 : David Nolande : Romain (saison 1, épisodes 3 et 5, L'Horloge du destin et Chiens méchants, réalisés par Nicolas Cuche)
- 2007 : Section de recherches : Laurent Alonso (saison 2, épisode 7, Vents contraires réalisé par Jean-Luc Breitenstein)
- 2008 : Boulevard du Palais : Richard Pessoa (saison 9, épisode 5, La Geôle réalisé par Christian Bonnet)
- 2008 : Un admirateur secret de Christian Bonnet : Bruno (téléfilm)
- 2009 : Obsessions de Frédéric Tellier : Lucas Prudhomm (téléfilm)
- 2009 : Alice Nevers : Le juge est une femme : Michaël Landrin (saison 8, épisode 1, Ressources inhumaines réalisé par François Velle)
- 2010 : Les Invincibles : Marc (saison 1, épisodes 5 à 7, Déménagements en tout genre, L'Explosion du groupe et Chacun son chemin réalisés par Alexandre Castagnetti et Pierric Gantelmi d'Ille)
- 2010 : Maison close, série créée par Jacques Ouaniche : Edgar (saison 1, épisodes 1 à 4)
- 2010 : Les Petits Meurtres d'Agatha Christie : Mathieu Vidal (saison 1, épisode 6, Je ne suis pas coupable réalisé par Éric Woreth)
- 2011 : Dans la peau d'une grande de Pascal Lahmani : Marc (téléfilm)
- 2011 : Longue Peine de Christian Bonnet : Gilbert Verdier (téléfilm)
- 2011 : Insoupçonnable de Benoît d'Aubert : Marco (téléfilm)
- 2012 : Moi à ton âge de Bruno Garcia : Aubert (téléfilm)
- 2012 : Jeu de dames, mini-série créée par Jean-Luc Azoulay : Cédric Delorgeril (6 épisodes)
- 2012 : Nom de code : Rose d'Arnauld Mercadier : François-Xavier Baudat (téléfilm)
- 2012 : Chambre 327 de Benoît d'Aubert : Clément Ognard (2 épisodes)
- 2013 à 2014 : WorkinGirls : Le Beau (saison 2, 11 épisodes)
- 2014 : Un enfant en danger de Jérôme Cornuau : Fabien (téléfilm)
- 2014 : Le Sang de la vigne : Manuel (saison 4, épisode 3, Chaos dans le vin noir réalisé par Marc Rivière)
- 2014 : La Loi, le combat d'une femme pour toutes les femmes de Christian Faure : Rémy Bourdon (téléfilm)
- 2015 : Le Mystère du lac, mini-série créée par Bruno Dega et Jeanne Le Guillou : Clovis Bouvier (6 épisodes)
- 2016 : Fais pas ci, fais pas ça : Benoît (saison 8, épisode 5, Une souris et des hommes réalisé par Philippe Lefebvre)
- 2016 : La Vengeance aux yeux clairs, série créée par Franck Ollivier : Yann Legoff (saison 1, 8 épisodes)
- 2016 : Harcelée de Virginie Wagon : Sergio (téléfilm)
- 2016 : Parents mode d'emploi, le film : Richard Forestier (téléfilm)
- 2017 : Meurtres à Dunkerque de Marwen Abdallah : le lieutenant Éric Dampierre (téléfilm)
- 2017 : Le Tueur du lac, mini-série créée par Bruno Dega et Jeanne Le Guillou : Clovis Bouvier (8 épisodes)
- 2018 : Noces rouges, mini-série réalisée par Marwen Abdallah : Vincent Tambarini (6 épisodes)
- 2018 : Coup de foudre sur un air de Noël d'Alexandre Laurent : Mickaël (téléfilm)
- 2019 : Les Ombres rouges, mini-série réalisée par Christophe Douchand : Gabriel (6 épisodes)
- 2019 : Meurtres en Cotentin de Jérémie Minui : Martin Chave (téléfilm)
- 2020 : Peur sur le lac, mini-série de Jérôme Cornuau : Clovis Bouvier (6 épisodes)
- 2020 : Avis de tempête de Bruno Garcia : Erwan Le Braz (téléfilm)
- 2020 : Au-dessus des nuages de Jérôme Cornuau : Guillaume (téléfilm)
- 2021 : Escape de Stefan Carlod et Valentin Vincent : Vladimir (téléfilm)[6]
- 2021 : Une si longue nuit, mini-série de Jérémy Minui : Xavier Jourdain (6 épisodes)
- 2021 : Noël à tous les étages de Gilles Paquet-Brenner : Thomas (téléfilm)
- 2022 à 2023 : Vise le cœur, mini-série  de Vincent Jamain : Novak Lisica (6 épisodes)
- 2022 : L'Île prisonnière, mini-série d'Elsa Bennett et Hippolyte Dard : Alpha (6 épisodes)
- 2022 : Répercussions de Virginie Wagon : Ethan (téléfilm)[7]
- 2022 : Attraction, mini-série d'Indra Siera
- 2022 : Escape 2 de Valentin Vincent : Vladimir (téléfilm)
- 2023 : Noël… et plus si affinités, téléfilm de Gilles Paquet-Brenner : Harold
- 2024 : Contre toi de Christophe Lamotte : Mathias
- 2024 : O.P.J., épisode Noces de sang : César Narbonne
- 2025 : Rien ne t'efface de Jérôme Cornuau : Martin
- 2025 : Joséphine, ange gardien, épisode Magique !
- 2025 : Le Nounou, épisode Le Mariage : Vincent
- 2025 : Tout pour la lumière de Nicolas Herdt : Max

## Théâtre
- 2001 : Etat d'âmes de et mise en scène Pétronille de Saint Rapt, Théâtre de la Main d'Or[8]
- 2001 : Le Roi des cons de Georges Wolinski, mise en scène C.Crozet
- 2005 : Histoire de vivre de Nathalie Saugeon, C. Hausseux[9]
- 2008 : Croque-monsieur de Marcel Mithois, mise en scène Alain Sachs, Théâtre des Variétés
- 2009 : Tout le monde aime Juliette de et mise en scène Josiane Balasko, Théâtre du Splendid Saint-Martin

## Distinction
- CinEuphoria 2014 : Meilleur casting pour La Cage dorée